# ماكارينا أغيلار
ماكارينا أغيلار (بالإسبانية: Macarena Aguilar) مواليد 12 مارس 1985 في بولانيوس دي كالاترافا، إسبانيا، هي لاعبة كرة يد إسبانية تلعب كوسط مدافع. مثلت منتخب إسبانيا لكرة اليد للسيدات. شاركت في دورة الألعاب الأولمبية الصيفية سنة 2012. حققت المركز الأول في ألعاب البحر الأبيض المتوسط 2005.

## سجل المنافسة
شاركت في البطولات التالية:
- الألعاب الأولمبية الصيفية 2012
- الألعاب الأولمبية الصيفية 2016
- بطولة العالم لكرة اليد للسيدات 2011
- بطولة العالم لكرة اليد للسيدات 2013
- بطولة العالم لكرة اليد للسيدات 2015
- بطولة أوروبا لكرة اليد للسيدات 2012
- بطولة أوروبا لكرة اليد للسيدات 2014

## الميداليات
| الميدالية | المسابقة                            |
| --------- | ----------------------------------- |
| برونزية   | الألعاب الأولمبية الصيفية 2012      |
| برونزية   | بطولة العالم لكرة اليد للسيدات 2011 |
| فضية      | بطولة أوروبا لكرة اليد للسيدات 2008 |
| فضية      | بطولة أوروبا لكرة اليد للسيدات 2014 |
| ذهبية     | ألعاب البحر الأبيض المتوسط 2005     |

## روابط خارجية
- ماكارينا أغيلار على موقع الاتحاد الأوروبي لكرة اليد (الإنجليزية)
- ماكارينا أغيلار على موقع اللجنة الأولمبية الدولية (الإنجليزية)
- ماكارينا أغيلار على موقع أوليمبيديا (الإنجليزية)
- ماكارينا أغيلار على موقع اللجنة الأولمبية الإسبانية (الإسبانية)